# Якуб Беднарчик
Якуб Беднарчик (пол. Jakub Bednarczyk, нар. 2 січня 1999, Тарновські Гури) — польський футболіст, півзахисник клубу «Санкт-Паулі».

## Клубна кар'єра
Народився 2 січня 1999. Вихованець футбольної школи клубу «Баєр 04». За першу команду дебютував 13 грудня 2018 року в матчі Ліги Європи проти АЕКа (Ларнака), вийшовши на заміну на 81-й хвилині замість Венделла. Цей матч так і залишився єдиним для поляка за першу команду фармацевтів.
22 січня 2019 року перейшов у клуб Другої Бундесліги «Санкт-Паулі», підписавши контракт на 2,5 роки.

## Виступи за збірні
У період між 2015 і 2018 роками він грав за юнацькі збірні Польщі, за які провів 12 матчів.
2019 року у складі молодіжної збірної Польщі поїхав на домашній молодіжний чемпіонат світу. На турнірі зіграв у 4 матчах і забив один гол, а команда вилетіла на стадії 1/8 фіналу.